# エアドラモン
エアドラモンはデジタルモンスターシリーズに登場する架空の生命体・デジタルモンスターの一種。

## 概要
Ver.1で初登場。ベタモンを、不規則・睡眠妨害を沢山する･満腹にさせないというスパルタな育て方をすることで、反対の育て方をしたデジモンより強いデジモンになる、という特殊な進化条件と位置づけをされた。
同時期にデビューした成熟期の中では唯一亜種や進化した形態などが作られていないが、体格などが近似しているメガドラモンなどが進化先に設定される事が多い。
名前の由来は空気を意味する英単語「Air」とドラゴン。名前はドラモンだが「〜竜型」ではない。また長い胴体には手足がなく翼だけがあり、デジモンの中では比較的珍しい体形である。

## 種族としてのエアドラモン
巨大な翼を生やした幻獣型デジモン。非常に貴重なモンスターで怪物というより「神」に近い存在と言われている。空中からの攻撃を得意とし、その咆哮は嵐を呼び、翼を羽ばたかせることで巨大な竜巻を起こす。性格はかなり凶暴だが、高い知性を持っている。しかし、並みのテイマーでは使役することは、まず不可能であると言われている。

### 基本データ
- 世代/成熟期
- タイプ/幻獣型
- 属性/ワクチン
- 必殺技/スピニングニードル
- 得意技/ゴッドトルネード、ウィングカッター
- 勢力/ウィンドガーディアンズ

必殺技
スピニングニードル
巨大な翼を羽ばたかせ、鋭利な真空刃を発生させる。

### 亜種・関連種・その他
- キメラモン

## 登場人物としてのエアドラモン
- デジモンアドベンチャー02 - デジモンカイザーがイービルリングで操り、移動手段としている。
- ブレイブテイマー - カイザーのコピーが使役する。3体同時に倒さないと復活する。
- デジモンアドベンチャーVテイマー01 - ホーリーエンジェル城での最終決戦時に多数登場。ホーリーエンジェモンの軍団として戦うがドットマトリックスで掻き消されてしまう。